# Quiina cajambrensis
Quiina cajambrensis är en tvåhjärtbladig växtart som beskrevs av José Cuatrecasas. Quiina cajambrensis ingår i släktet Quiina och familjen Ochnaceae. Inga underarter finns listade i Catalogue of Life.